# Picadero Jockey Club
El Picadero Jockey Club (Picadero JC) fou un club poliesportiu català de Barcelona fundat l'any 1951 per Joaquim Rodríguez Rosselló, que destacà especialment en basquetbol, handbol, voleibol i beisbol.

## Història
El club va néixer l'any 1951, a l'antic Picadero Andaluz a la Diagonal de Barcelona. Durant els anys seixanta el club arribà a situar-se entre els millors de Catalunya en basquetbol. Acabà segon classificat a la lliga espanyola quatre vegades (1964, 1965, 1966 i 1970) només per darrere del Reial Madrid, que en aquella època gaudia del favor de l'oficialitat esportiva de l'època. Especialment destacada fou la lliga de la temporada 1969-70 en la qual el Picadero acabà segon a només un punt de diferència del Madrid.
A més fou campió de la Copa d'Espanya de l'any 1964 derrotant a semifinals al Madrid per 40 punts de diferència (104-64) i a l'Aismalíbar de Montcada a la final per 63 a 51. El club era entrenat per Josep Esteve i comptava amb grans figures com Alfons Martínez, Joaquim Enseñat i Josep Maria Jofresa. Quatre anys més tard, repetí títol en imposar-se al Club Joventut de Badalona per 58 a 55. En aquella final destacà el base del Picadero Chus Codina
A la dècada dels 70 el club començà a perdre potencial, especialment davant al puixança del FC Barcelona. El 1972 canvia el seu nom pel del espònsor Filomatic, i el seu equip masculí acabaria desapareixent definitivament l'any 1973, mentre que molts dels seus socis ingressaren al CE Laietà. L'equip femení, que passà a anomenar-se Comansi, encara triomfà uns anys més abans de passar a formar part del Masnou l'any 1984.
El club també destacà en esports com el voleibol, l'handbol o el rugbi. Tot i que l'uniforme podia variar en funció del patrocinador, habitualment jugava amb samarreta blava amb detalls vermells i pantaló blanc.

## Instal·lacions
El pavelló esportiu del Picadero estava a l'antic Picadero Andaluz del carrer d'Arístides Maillol amb Travessera de Les Corts. La seva proximitat a les instal·lacions del Futbol Club Barcelona va fer que amb la desaparició del club aquestes fossin adquirides pel club blau-grana. Durant uns anys va ser conegut com el Palau Blau-grana 2 i va ser utilitzat per l'equip femení de l'UB Barça i per les categories inferiors del club. Finalment, l'equipament va ser reconvertit en el que es coneix com a l'Auditori 1899.

## Palmarès
Beisbol

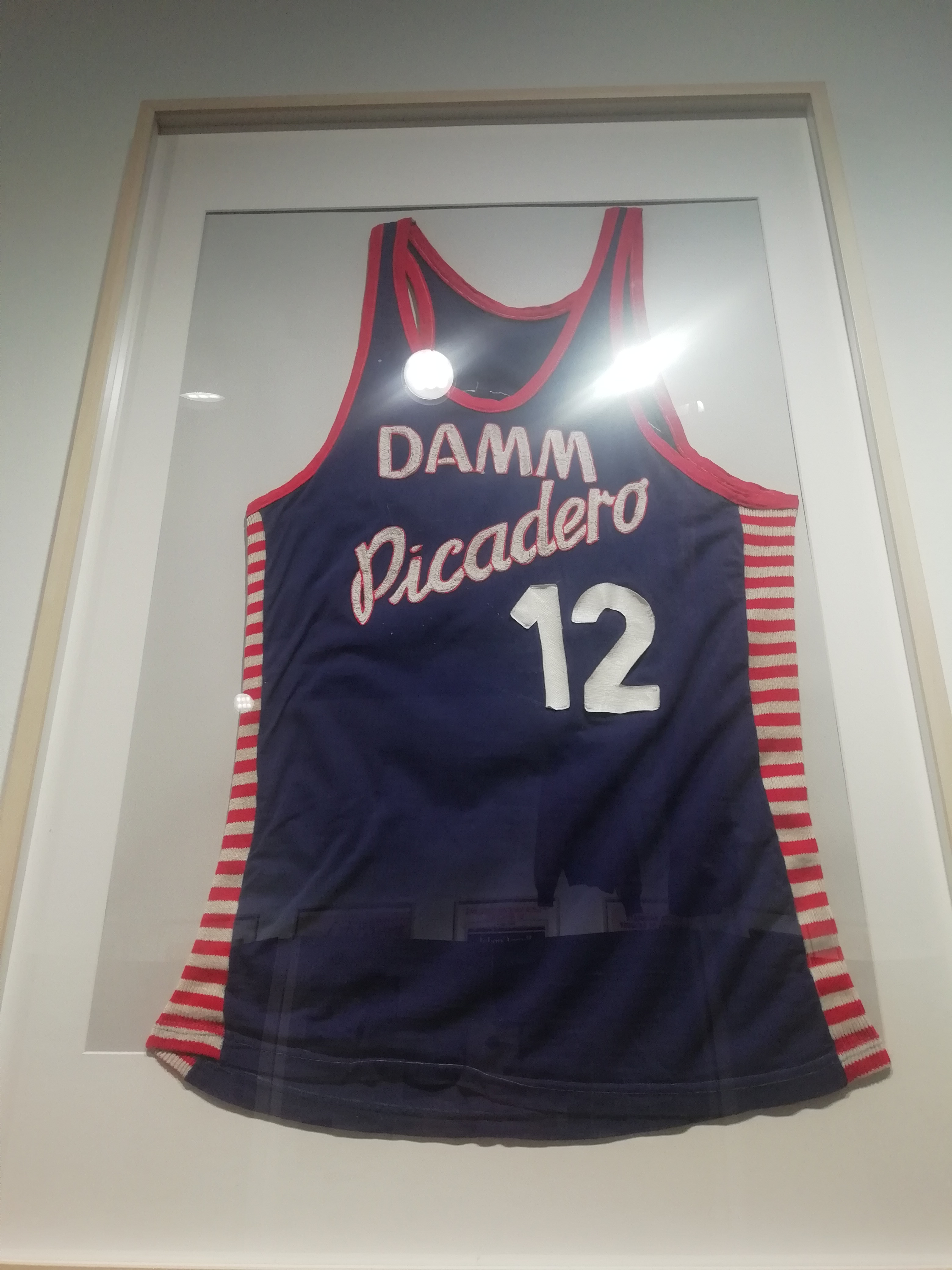
Samarreta de l'equip Picadero.

- 2 Copes d'Europa de Beisbol: 1963, 1968
- 3 Lligues espanyoles de beisbol: 1960, 1973, 1974
- 3 Copes espanyoles de beisbol: 1957, 1962, 1964
- 15 Campionats de Catalunya de beisbol: 1959, 1960, 1961, 1962, 1964, 1965, 1966, 1967, 1968, 1969, 1970, 1971, 1972, 1973, 1974

Basquetbol
- 2 Copes espanyoles de bàsquet masculina: 1964, 1968
- 6 Lligues espanyoles de bàsquet femenina: 1974-75, 1975-76, 1977-78, 1979-80, 1980-81, 1982-83
- 6 Copes espanyoles de bàsquet femenina: 1972-73, 1974-75, 1977-78, 1978-79, 1979-80, 1982-83
- 5 Campionats de Catalunya de bàsquet femení: 1955, 1956, 1957, 1958, 1959
- 3 Lligues catalanes de bàsquet femenina: 1981-82, 1982-83, 1983-84

Handbol
- 5 Lligues espanyoles d'handbol femenina: 1963-64, 1964-65, 1965-66, 1966-67, 1969-70
- 8 Campionats de Catalunya d'handbol femení: 1963-64, 1964-65, 1965-66, 1966-67, 1967-68, 1968-69, 1969-70, 1970-71

Voleibol
- 2 Lligues espanyoles de voleibol masculina: 1965, 1966
- 2 Copes espanyoles de voleibol masculina: 1963, 1965
- 3 Campionats de Catalunya de voleibol masculí: 1962-63, 1963-64, 1964-65

## Jugadors destacats
- Arderiu
- Miguel Albanell
- Alfons Martínez
- Joan Martos
- Joaquim Enseñat
- Josep Nora
- Josep Maria Jofresa
- Jesús Codina
- "Nene" González-Adrio
- Jordi Parra
- "Ché" González
- Lorenzo Alocén
- José Ramón Ramos
- Theo Cruz
- Josep Maria Soler
- Joan Fa
- Víctor Escorial
- Davis Peralta
- José María Soro